# Ле-Шатель
Ле-Шате́ль (фр. Le Châtel) — колишній муніципалітет у Франції, у регіоні Овернь-Рона-Альпи, департамент Савоя. Населення — 203 осіб (2011).
Муніципалітет був розташований на відстані близько 500 км на південний схід від Парижа, 130 км на південний схід від Ліона, 50 км на південний схід від Шамбері.

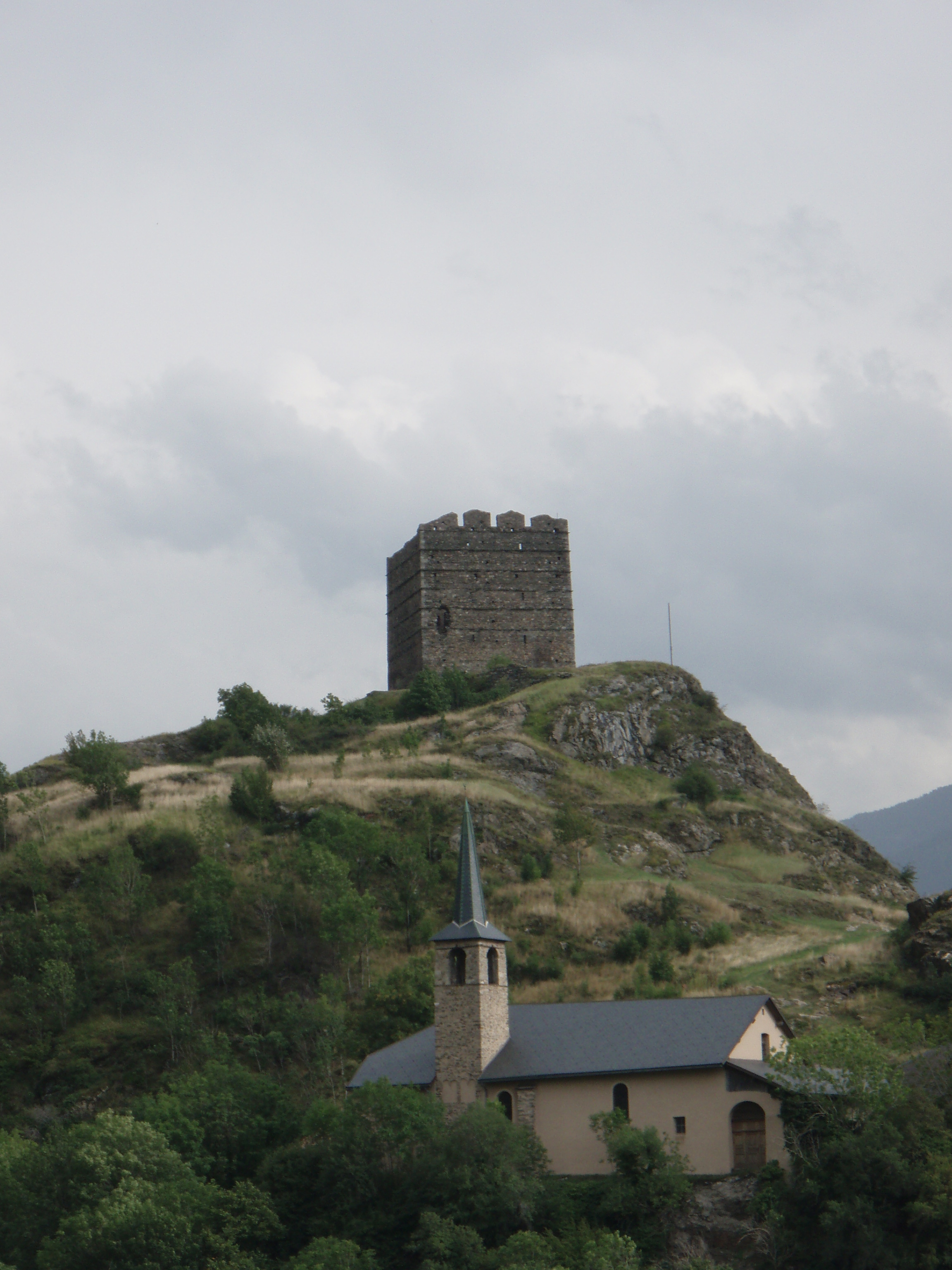

## Історія
До 2015 року муніципалітет перебував у складі регіону Рона-Альпи. Від 1 січня 2016 року належав до нового об'єднаного регіону Овернь-Рона-Альпи.
1 січня 2019 року Ле-Шатель, Ермійон i Понтамафре-Монпаскаль було об'єднано в новий муніципалітет Ла-Тур-ан-Мор'єнн.

## Демографія
Динаміка населення (INSEE ):
Розподіл населення за віком та статтю (2006):
| Стать | Всього | До 15 років | 15-24 | 25-44 | 45-64 | 65-85 | Понад 85 |
| --- | ------ | ----------- | ----- | ----- | ----- | ----- | -------- |
| Чоловіки | 80     | 12          | 4     | 17    | 34    | 13    | 0        |
| Жінки | 96     | 26          | 13    | 22    | 27    | 8     | 0        |
| \| Статево-вікова піраміда \| Статево-вікова піраміда \| Статево-вікова піраміда \| \| ----------------------- \| ----------------------- \| ----------------------- \| \| Чоловіки \| Вік \| Жінки \| \| 0 \| 85 + \| 0 \| \| 4 \| 80-84 \| 0 \| \| 9 \| 75-79 \| 0 \| \| 0 \| 70-74 \| 4 \| \| 0 \| 65-69 \| 4 \| \| 13 \| 60-64 \| 0 \| \| 13 \| 55-59 \| 9 \| \| 4 \| 50-54 \| 9 \| \| 4 \| 45-49 \| 9 \| \| 4 \| 40-44 \| 0 \| \| 0 \| 35-39 \| 4 \| \| 9 \| 30-34 \| 9 \| \| 4 \| 25-29 \| 9 \| \| 0 \| 20-24 \| 9 \| \| 4 \| 15-20 \| 4 \| \| 4 \| 10-14 \| 4 \| \| 4 \| 5-9 \| 0 \| \| 4 \| 0-4 \| 22 \| |        |             |       |       |       |       |          |
| Статево-вікова піраміда |        |             |       |       |       |       |          |
| Чоловіки | Вік    | Жінки       |       |       |       |       |          |
| 0 | 85 +   | 0           |       |       |       |       |          |
| 4 | 80-84  | 0           |       |       |       |       |          |
| 9 | 75-79  | 0           |       |       |       |       |          |
| 0 | 70-74  | 4           |       |       |       |       |          |
| 0 | 65-69  | 4           |       |       |       |       |          |
| 13 | 60-64  | 0           |       |       |       |       |          |
| 13 | 55-59  | 9           |       |       |       |       |          |
| 4 | 50-54  | 9           |       |       |       |       |          |
| 4 | 45-49  | 9           |       |       |       |       |          |
| 4 | 40-44  | 0           |       |       |       |       |          |
| 0 | 35-39  | 4           |       |       |       |       |          |
| 9 | 30-34  | 9           |       |       |       |       |          |
| 4 | 25-29  | 9           |       |       |       |       |          |
| 0 | 20-24  | 9           |       |       |       |       |          |
| 4 | 15-20  | 4           |       |       |       |       |          |
| 4 | 10-14  | 4           |       |       |       |       |          |
| 4 | 5-9    | 0           |       |       |       |       |          |
| 4 | 0-4    | 22          |       |       |       |       |          |

## Економіка
2010 року серед 116 осіб працездатного віку (15—64 років) 98 були активними, 18 — неактивними (показник активності 84,5%, у 1999 році було 77,8%). З 98 активних мешканців працювало 96 осіб (48 чоловіків та 48 жінок), безробітними було 2 (0 чоловіків та 2 жінки). Серед 18 неактивних 2 особи були учнями чи студентами, 9 — пенсіонерами, 7 були неактивними з інших причин.

У 2010 році в муніципалітеті числилось 80 оподаткованих домогосподарств, у яких проживали 190,0 особи, медіана доходів виносила 20 261,5 євро на одного особоспоживача